# Gare de Chalais
Ne doit pas être confondu avec Gare de Saint-Aigulin - La Roche-Chalais.
La gare de Chalais est une gare ferroviaire française de la ligne de Paris-Austerlitz à Bordeaux-Saint-Jean, située sur le territoire de la commune de Chalais, dans le département de la Charente, en région Nouvelle-Aquitaine.
Elle est mise en service en 1852 par la Compagnie du chemin de fer d'Orléans à Bordeaux.
C'est une halte voyageurs de la Société nationale des chemins de fer français (SNCF), desservie par des trains TER Nouvelle-Aquitaine.

## Situation ferroviaire
Établie à 47 mètres d'altitude, la gare de Chalais est située au point kilométrique (PK) 499,969 de la ligne de Paris-Austerlitz à Bordeaux-Saint-Jean entre les gares ouvertes de Montmoreau et de Saint-Aigulin - La Roche-Chalais. En direction de Montmoreau, s'intercale la gare fermée de Montboyer, et en direction de Saint-Aigulin, celle également fermée de Parcoul - Médillac.

## Histoire
La station de Chalais est mise en service le 20 septembre 1852 par la Compagnie du chemin de fer d'Orléans à Bordeaux, lorsqu'elle ouvre à l'exploitation le tronçon de Bordeaux à Angoulème. Le bâtiment de la station est achevé.
La gare marchandises, située juste à côté de la gare voyageurs, a été reconstruite dans les années 1930 en béton armé, nouveau matériau à cette époque, après un incendie.
En 2010, la gare est desservie par cinq ou six trains TER Aquitaine du lundi au vendredi (cinq vers Bordeaux, six vers Angoulême), et quatre trains les samedis, dimanches et fêtes (trois vers Bordeaux, quatre vers Angoulême). 
En décembre 2013, ce sont environ douze ou quatorze TER qui desservent la gare à la suite de l'augmentation des fréquences demandée par les régions Poitou-Charentes et Aquitaine.
Le 1er juin 2014, les guichets de la gare sont fermés.
En 2021, la gare est desservie par cinq trains TER Nouvelle-Aquitaine du lundi au vendredi (cinq vers Bordeaux et inversement vers Angoulême), deux trains les samedis et deux ou trois trains le dimanche et fêtes (deux vers Bordeaux et trois vers Angoulême dont l’un en provenance de Coutras).

## Fréquentation
De 2015 à 2023, selon les estimations de la SNCF, la fréquentation annuelle de la gare s'élève aux nombres indiqués dans le tableau ci-dessous:
| Année     | 2015   | 2016   | 2017   | 2018   | 2019   | 2020   | 2021   | 2022   | 2023   |
| --------- | ------ | ------ | ------ | ------ | ------ | ------ | ------ | ------ | ------ |
| Voyageurs | 17 180 | 14 990 | 16 052 | 16 505 | 22 302 | 16 085 | 22 195 | 31 156 | 35 324 |

## Service des voyageurs

### Accueil
Halte SNCF, c'est un point d'arrêt non géré (PANG) à accès libre.

### Desserte
Chalais est desservie par des trains TER Nouvelle-Aquitaine de la relation d’Angoulême à Bordeaux-Saint-Jean. Le train 865050, le dimanche effectue une liaison de la gare de Coutras vers celle d’Angoulême.

### Intermodalité
Un parking pour les véhicules y est aménagé.
Des cars desservent la gare.

Installations de la halte
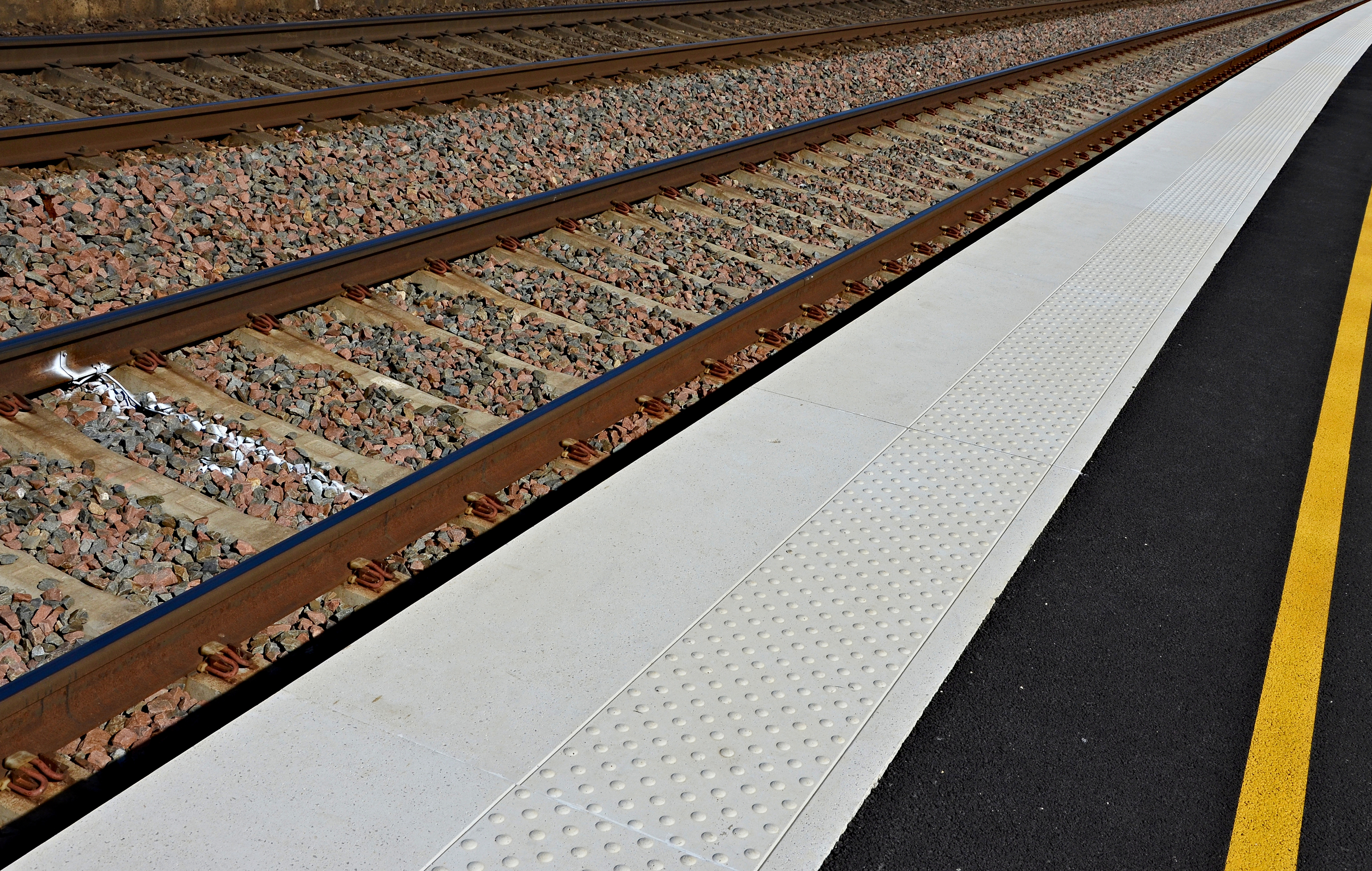
Détail nouveau quai.
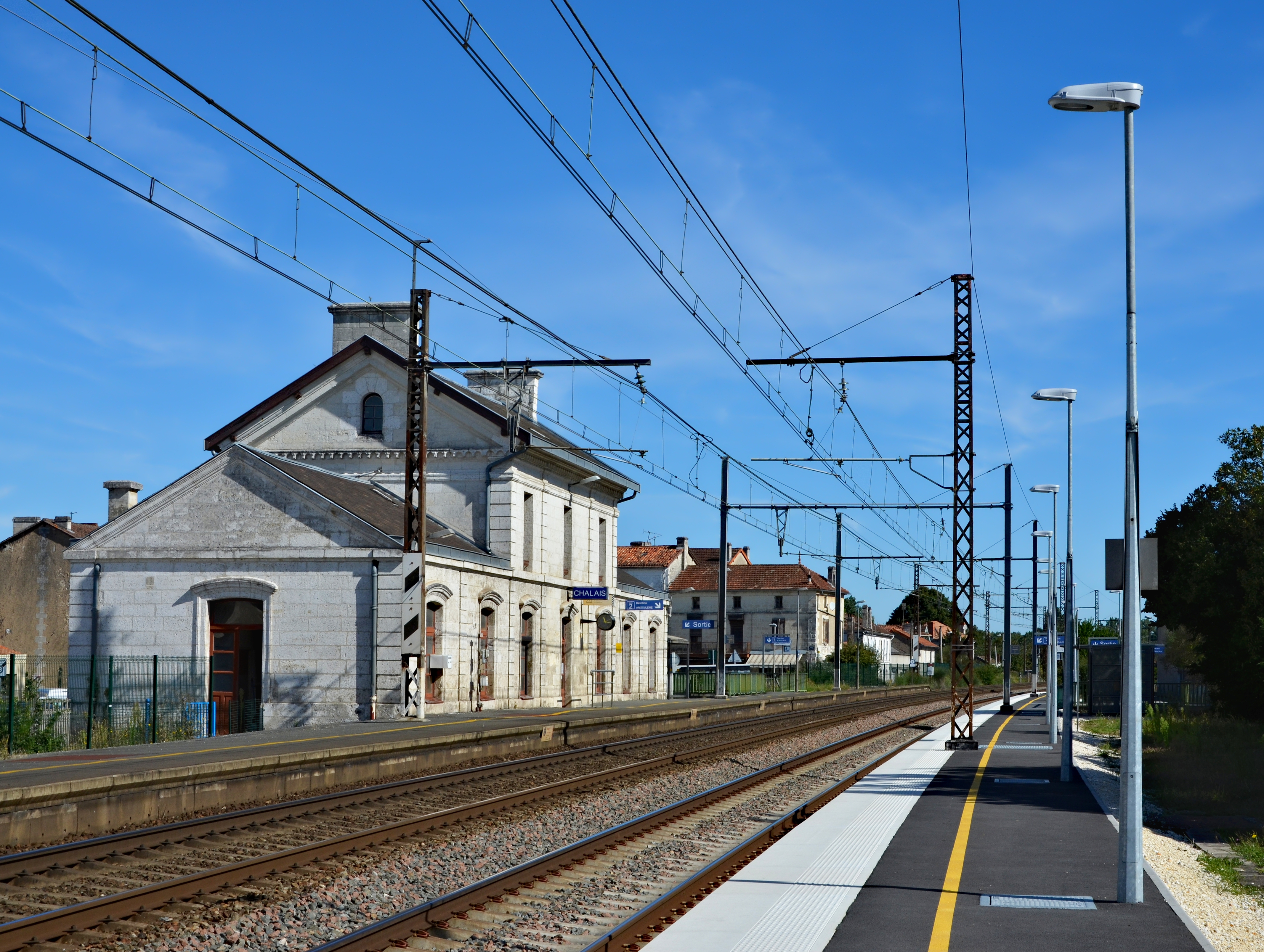
Voies et quais.